# Zakon o ohranitvi mase
Zákon ò ohranítvi máse pove, da masa izoliranega sistema ostaja konstantna, ne glede na procese, ki potekajo znotraj sistema. Velja v nerelativističnem približku. Zakon je prvi leta 1789 jasno podal Antoine Lavoisier, začetnik sodobne kemije.
V zapisani obliki je primeren približek za primere, kjer relativistični popravki niso potrebni, denimo v kemijskih reakcijah, kjer ga običajno navedejo v obliki:
Vsota mas snovi, ki vstopajo v kemijsko reakcijo, je enaka vsoti mas snovi, ki pri reakciji nastanejo.